# Liść

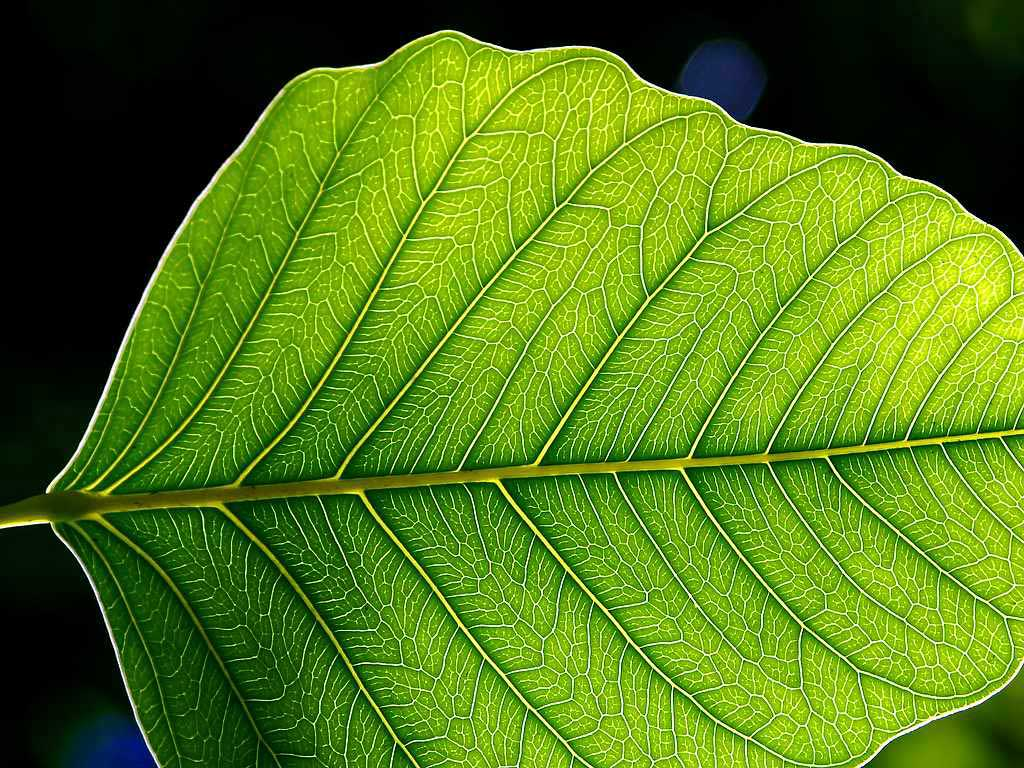
Blaszka asymilacyjna liścia z nerwacją pierzastą

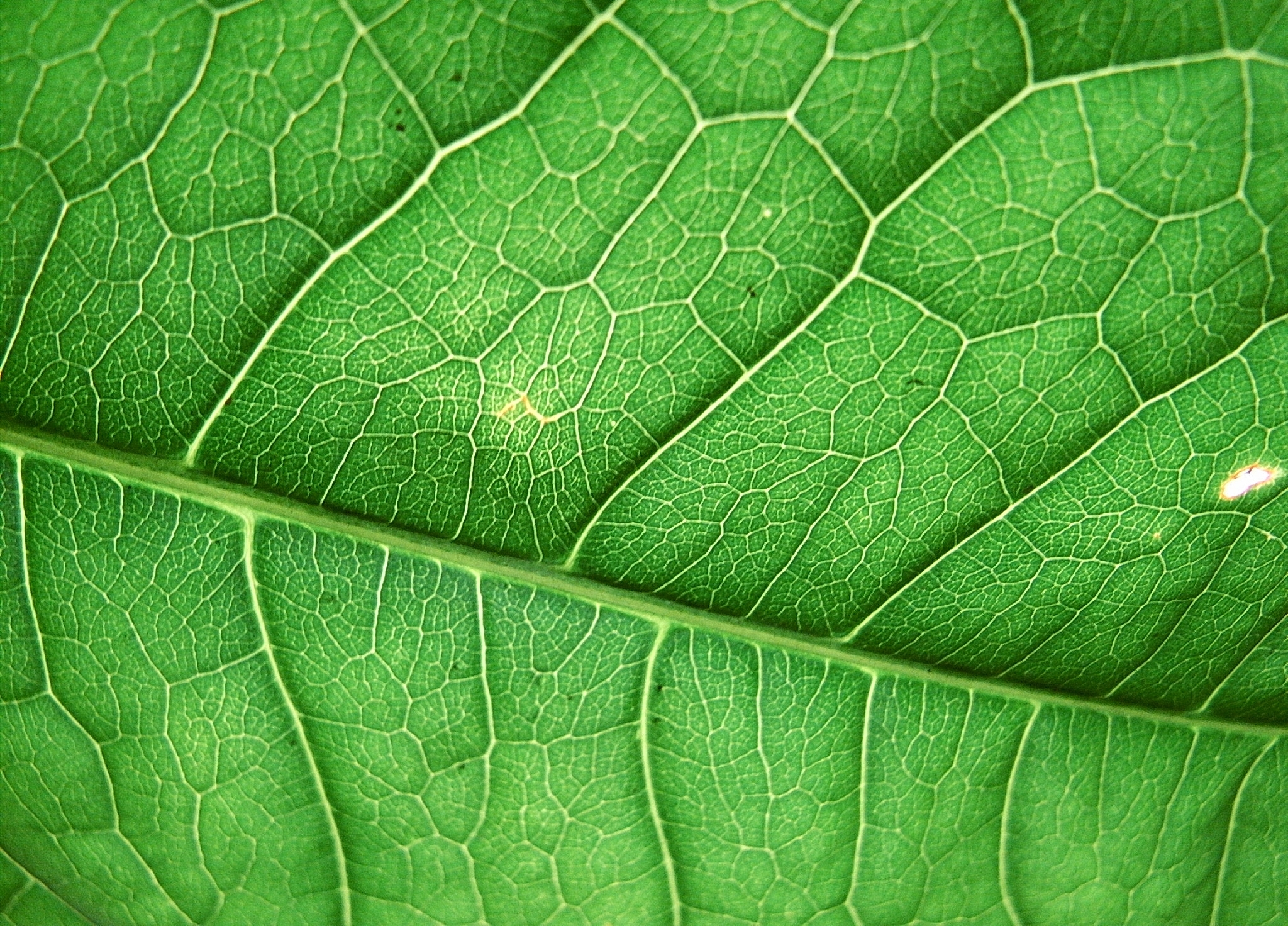
Źródłem zielonego koloru liści asymilacyjnych jest chlorofil, czyli barwnik wykorzystywany w fotosyntezie

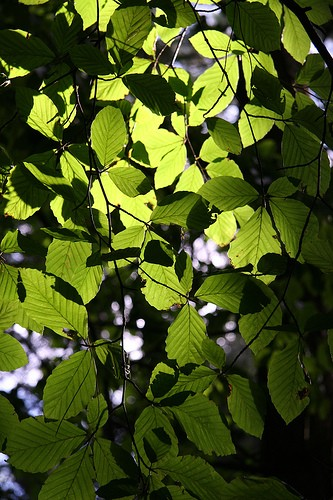
Liście asymilacyjne buka

Liść (łac. folium) – organ roślinny, element budowy części osiowej (pędowej) roślin telomowych. Wyrastające z węzłów końcowe elementy rozgałęzień pędu, wyodrębniające się ze względu na funkcję i budowę od łodygi (nie mają np. zdolności do nieprzerwanego wzrostu). Pełnią głównie funkcje odżywcze i z tego powodu mają zwykle dużą powierzchnię umożliwiającą pochłanianie odpowiedniej ilości promieniowania słonecznego. Poza tym liście biorą udział w transpiracji, gutacji i wymianie gazowej. Liście wyspecjalizowane w fotosyntezie określane są mianem liści zielonych oraz liści listowia. Nierzadko organy te pełnią także funkcje spichrzowe, czepne, ochronne, obronne i pułapkowe, ulegając w takich przypadkach daleko idącym przystosowaniom w zakresie funkcji i budowy.

## Morfologia
Większość liści składa się z różnokształtnej, zwykle spłaszczonej blaszki liściowej osadzonej bezpośrednio (liść siedzący, bezogonkowy) lub za pomocą ogonka liściowego (liść ogonkowy) na łodydze. Ogonek liściowy lub bezpośrednio blaszka liściowa umieszczone są na łodydze za pomocą tzw. nasady liścia. U niektórych roślin (np. u przedstawicieli rodzin wiechlinowate, rdestowate, selerowate) dolna część liścia rozrasta się w pochwę liściową. Pełni ona funkcję wzmacniającą łodygę (wiechlinowate), zwiększa powierzchnię asymilacyjną (selerowate) lub pełni funkcje spichrzowe i ochronne (cebula zwyczajna). U traw i turzycowatych liście na granicy pochwy i blaszki liściowej mają języczek liściowy. U nasady liści, zwłaszcza tych zaopatrywanych przez trzy ślady liściowe, wykształcają się przylistki (zwykle dwa). U niektórych roślin tropikalnych na końcu blaszki liściowej wykształcają się tzw. wylistki służące do odprowadzania wody z powierzchni liścia.
Liście asymilacyjne są zwykle spłaszczone grzbieto-brzusznie. Do wyjątków należą liście spłaszczone bocznie (np. u kosaćca Iris) lub cylindryczne (np. u wielu gatunków z rodzaju czosnek (Allium). Dolna strona liścia zwana jest odosiową lub grzbietową (w pąku kwiatowym znajduje się na górze). Górna strona liścia zwana jest doosiową lub brzuszną.
Cechy takie jak unerwienie (użyłkowanie), czyli układ wiązek przewodzących i usytuowanie liścia na łodydze są często cechami charakterystycznymi gatunków, podobnie jak: kształt liścia, jego brzegu, nasady i zakończenia.

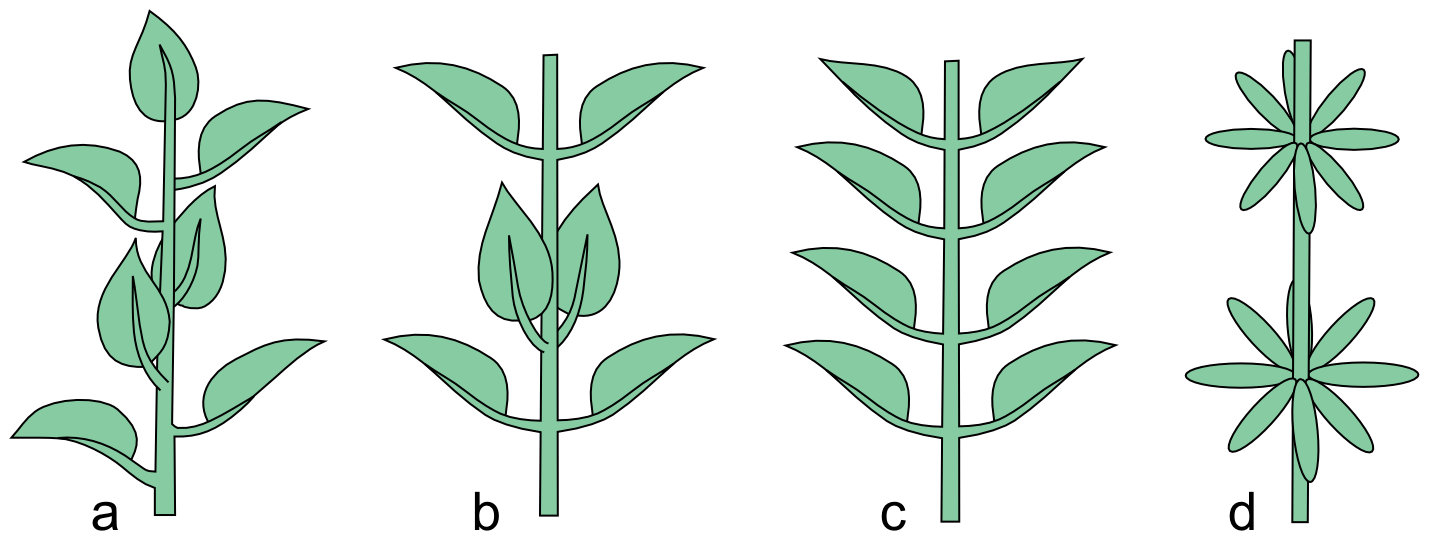
Ulistnienie: a. skrętoległe, b. nakrzyżległe, c. naprzeciwległe, d. okółkowe

### Ulistnienie (filotaksja)
Ulistnienie to sposób, w jaki liście rozmieszczone są na łodydze, z uwzględnieniem ich pozycji względem siebie. Gdy z węzła wyrasta jeden liść mówi się o skrętoległym ustawieniu liści (linia łącząca ich nasady obiega łodygę spiralnie). Odmianą tego ulistnienia jest ulistnienie naprzemianległe (liście wyrastają przemiennie w dwóch rzędach). Jeżeli z jednego węzła wyrasta kilka liści – ulistnienie określa się jako okółkowe, które w przypadku 2 liści w węźle nazywa się naprzeciwległym lub nakrzyżległym. Przy ułożeniu naprzeciwległym wszystkie pary liści na łodydze znajdują się w jednej płaszczyźnie. Przy ułożeniu nakrzyżległym – oś pary liści ustawiona jest pod kątem 90 stopni w stosunku do par leżących powyżej i poniżej. W przypadku skrócenia łodygi liście mogą tworzyć różyczkę liściową (rozetę), sprawiając wrażenie wyrastania z jednego miejsca.

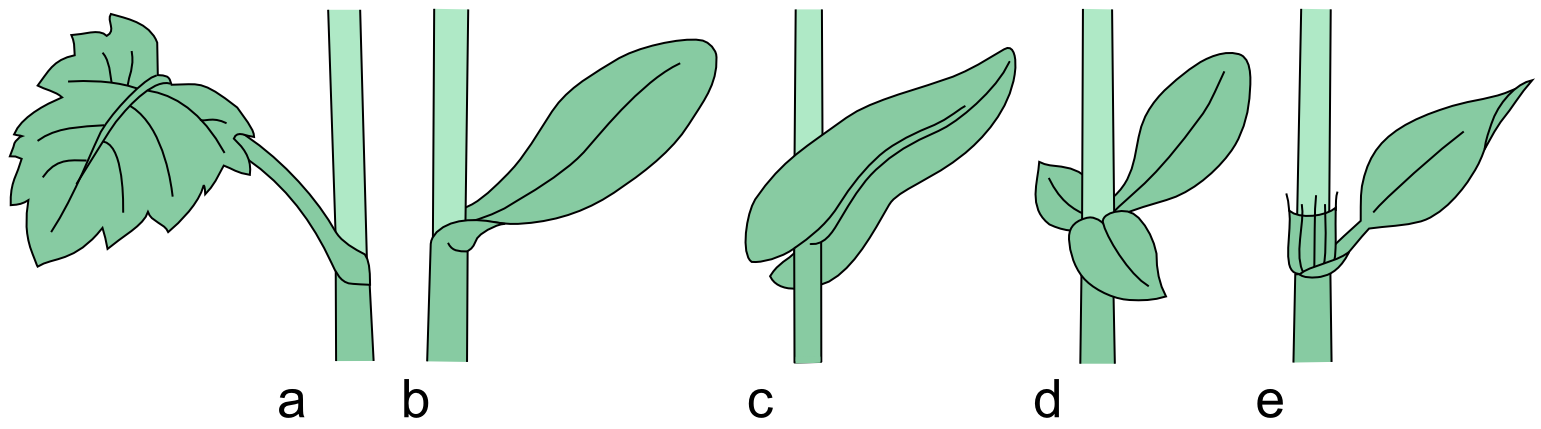
Nasada liścia: a. długoogonkowy, b. bezogonkowy lub siedzący, c. obejmujący łodygę, d. z przylistkami, e. z pochwą liściową

Ułożenie liści poziome, prostopadle do łodygi, określa się jak planofilne, podczas gdy pionowe jako erektofilne. W naturze pokrywa roślinna zwykle ma liście o różnym ułożeniu. Przy znaczącej przewadze ułożenia poziomego jest ona planofilna, przy znaczącej pionowego erektofilna. Natomiast, gdy najwięcej liści ułożonych jest skośnie, jest to układ plagiofilny, a układ ekstremofilny oznacza, że podobnie dużo jest liści ułożonych pionowo i poziomo, a liści ułożonych skośnie jest mało.

### Osadzenie liścia
Wyróżnia się liście ogonkowe i siedzące. Zarówno liście ogonkowe, jak i bez ogonka, mogą przy nasadzie tworzyć tak zwaną pochwę liściową (u rdestowatych gatkę). Liście mogą mieć u nasady przylistki lub nie. Zarówno liście siedzące (częściej), jak i ogonkowe (rzadziej) mogą mieć nasadę obejmującą łodygę (też uszkami lub ostrogami), obrastającą zupełnie łodygę lub zbiegającą.

### Kształt liścia
Ze względu na kształt liście dzielą się na: nitkowate, szczeciniaste, igłowate, równowąskie, lancetowate, klinowate, trójkątne, rombowate, łopatkowate, jajowate, eliptyczne, okrągłe (ogonek osadzony bocznie), tarczowate (ogonek osadzony centralnie wobec blaszki). Ze względu na kształt i rodzaj nasady blaszki liściowej wyróżnia się liście nerkowate, sercowate, strzałkowate i oszczepowate. Do określeń kształtu dodaje się często przedrostki precyzujące proporcję długości do szerokości liścia, np. szeroko-, wąsko-, podłużnie- (lancetowaty, jajowaty) lub odwrotnie jajowaty.
W opisach kształtu liści ważną rolę odgrywa też kształt nasady, wierzchołka i brzegu blaszki liściowej oraz rodzaj powierzchni liścia (gładka, naga [czasem owoszczona], szorstka, pokryta włoskami [pojedynczymi, podzielonymi, kutnerowatymi]).

### Podział blaszki liściowej
Ze względu na podział liścia i wykształcanie różnej liczby blaszek liściowych wyróżnia się:
- Liście pojedyncze (proste) – z jedną blaszką liściową. Blaszka ta może być jednak wcinana, lecz wcięcia zwykle nie sięgają centralnej wiązki przewodzącej (nerwu głównego). Liście sieczne, u których wcięcia sięgają nerwu głównego, odróżnić można od złożonych po tym, że odpadają w całości.

Blaszki liści złożonych: a. liść trójlistkowy, b. dłoniasto złożony, c. wachlarzowatopalczasty, d. parzystopierzasty, e. nieparzystopierzasty z wąsami, f. podwójnie nieparzystopierzasty

- Liście złożone – mają wiele blaszek liściowych (listków) osadzonych na wspólnej osi, czyli osadce. Listki opadają osobno. Są charakterystyczne dla niektórych rodzin roślin naczyniowych (np. dla bobowatych) oraz podklasy paproci. Wśród liści złożonych wyróżnia się:
  - dłoniasto złożone – listki promieniście odchodzą od końca ogonka liściowego (np. konopie Cannabis, kasztanowiec Aesculus),
    - trójlistkowe dłoniasto złożone – trzy listki odchodzą od końca ogonka liściowego lub nasady liścia (np. koniczyna Trifolium),

  - pierzasto złożone – listki umieszczone są wzdłuż pojedynczej osadki,
    - nieparzystopierzaste – osadka jest zakończona listkiem (np. jesion Fraxinus, może być też wąs czepny jak u grochu Pisum),
      - trójlistkowe nieparzystopierzaste – tylko 1 para bocznych listków na osadce i jeden listek na końcu osadki (oddalony od listków bocznych) – np. u lucerny Medicago,

    - parzystopierzaste – osadka nie jest zakończona listkiem (np. mahoniowiec Swietenia)

  - przerywanopierzaste – listki duże poprzedzielane są listkami małymi (np. glistnik Chelidonium),
  - wielokrotnie złożone – poza główną osią (osadką) mają oś 2, czasem 3 rzędu i odpowiednio listki ułożone na dodatkowych, bocznych osiach liści (np. marchew Daucus, długosz Osmunda).

## Anatomia

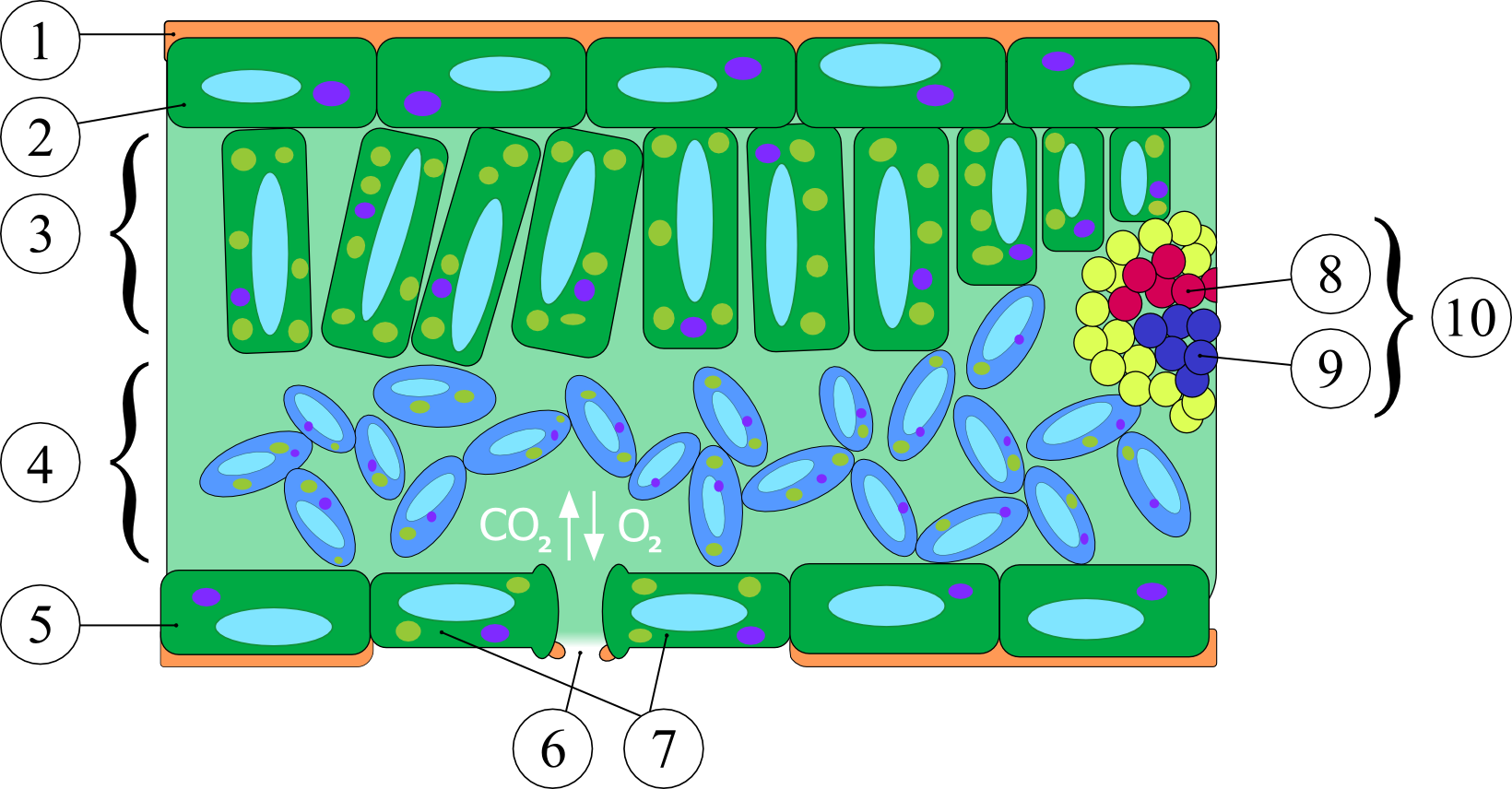
Anatomia liścia. Legenda: 1) kutykula, 2) górna epiderma, 3) miękisz palisadowy, 4) miękisz gąbczasty, 5) dolna epiderma, 6) szparka, 7) komórki szparkowe, 8) drewno, 9) łyko, 10) wiązka przewodząca

Liść asymilacyjny roślin okrytonasiennych tworzą najczęściej trzy rodzaje tkanek: epiderma, mezofil i wiązki przewodzące. Głównym składnikiem tkanki podstawowej w liściach zielonych jest mezofil.

### Epiderma
Okrywa górną (doosiową) i dolną (odosiową) powierzchnię liścia. Zewnętrzne jej ściany pokryte są kutykulą, której budowa, grubość, ilość wosków i pektyn jest zróżnicowana u poszczególnych gatunków i w obrębie samej rośliny. Stałym elementem budowy epidermy liści są szparki (lub aparaty szparkowe). Jeżeli występują tylko po dolnej (grzbietowej) stronie liścia – co u roślin zdarza się najczęściej – liść taki nazywany jest hipostomatycznym. U roślin jednoliściennych i w liściach pływających szparki znajdują się na górnej powierzchni, a liść taki nazywany jest epistomatycznym. Zagęszczenie szparek w epidermie liścia jest bardzo zróżnicowane, wyższe u roślin światłolubnych, niższe u cieniolubnych. Epiderma blaszki liściowej wykształca często włoski, zwłaszcza na młodych liściach. Chronią one przed żerowaniem drobnych roślinożerców mechanicznie lub chemicznie, jeśli zawierają wydzieliny. Komórki epidermy liści mają często falisty zarys, co za sprawą turgoru i większej grubości ścian tych komórek w stosunku położonych pod nimi powoduje, że właśnie epiderma nadaje odpowiednią sztywność liściom (o ile nie zawierają tkanek wzmacniających). U niektórych roślin (rodziny morwowate, pieprzowate, begoniowate) epiderma liścia może być wielowarstwowa i zwykle pełni wówczas funkcję magazynującą wodę lub ochronną, działając jak filtr świetlny. Specyficzne wytwory epidermy liścia u niektórych roślin odpowiadają też za efekt lotosu wykorzystywany od niedawna także w nanotechnologii. Zróżnicowane komórki epidermy liści występują u traw.
Komórki epidermy zwykle nie pełnią roli asymilacyjnej. Wyjątkiem są zawierające chloroplasty komórki szparkowe oraz epiderma roślin, których liście nie są narażone na nadmierne oświetlenie – hydrofitów oraz cieniolubnych paproci.

### Mezofil
Składa się z miękiszu, u większości roślin podzielonego na miękisz gąbczasty w dolnej części liścia i palisadowy w górnej. Obejmuje zieloną tkankę liścia (chlorenchyma) wraz z pochwami wiązkowymi otaczającymi wiązki przewodzące, sklereidy oraz komórki układu wydzielniczego (nie związane z epidermą). Liście niemające grzbieto-brzusznej budowy (jednakopowierzchniowe) mają miękisz niezróżnicowany lub brak go w ogóle. Na przykład u hydrofitów występuje tylko miękisz gąbczasty, zwykle w formie aerenchymy. U kserofitów nierzadko miękisz palisadowy występuje po obu stronach liścia, a miękiszu gąbczastego brak. Jednorodna tkanka miękiszowa występuje także zazwyczaj w liściach traw i iglastych.
Specyficzną budowę anatomiczną mają liście roślin, u których zachodzi fotosynteza C4. U roślin tych, w związku z przestrzennym rozdzieleniem wiązania dwutlenku węgla i syntezy węglowodanów, wykształca się mezofil wieńcowy i mezofil C4. Ten pierwszy tworzy pochwy okołowiązkowe, gdzie stężenie CO2 przekracza 10–20 razy stężenie tego gazu w innych komórkach mezofilu. W chloroplastach komórek budujących te pochwy zachodzi cykl Calvina. Z kolei mezofil C4 wypełnia pozostałą przestrzeń wewnątrz liścia i w jego komórkach następuje wiązanie dwutlenku węgla.

### Wiązki przewodzące
Wiązki przewodzące tworzą użyłkowanie liścia. Liście mogą być jednożyłkowe (np. u skrzypów i iglastych) lub wielożyłkowe. U roślin okrytonasiennych wiązki tworzą użyłkowanie zamknięte. Dzięki temu uszkodzenie (przecięcie) części wiązek powoduje zwykle obumarcie tylko niewielkiej części liścia. Żyłki wychodzące od nasady blaszki nazywane są pierwszorzędowymi i do nich należy też żyłka centralna, zwykle najgrubsza. Pozostałe odgałęzienia stanowią żyłki odpowiednio drugo- i trzeciorzędowe. Najdrobniejsze wiązki zamykające sieć zwane są areolami.

Użyłkowanie liścia: a. pierzaste, b. siatkowate, c. równoległe, d. dłoniaste, e. wachlarzowate

Układ wiązek przewodzących w liściu jest specyficzny dla poszczególnych taksonów roślin. Wyróżnia się następujące ułożenia wiązek:
- dłoniaste – z nasady liścia wybiega kilka wiązek pierwszego rzędu, które rozchodzą się promieniście ku obwodowi liścia,
- pierzaste – z nasady blaszki liściowej wybiega nerw główny jako przedłużenie ogonka liściowego, od którego w lewo i w prawo odchodzą nerwy boczne,
- siateczkowate – pierzasta lub dłoniasta z wyraźnymi, poprzecznymi nerwami,
- równoległe – z nasady liścia wybiega kilka nerwów ustawionych równolegle lub łukowato,
- wachlarzowate, dychotomiczne, widełkowe – z nasady liścia wybiegają liczne nerwy rozchodzące się wachlarzowato i rozgałęziające się widlasto.

## Funkcje i modyfikacje liści

### Podział liści w obrębie rośliny
Ze względu na usytuowanie i funkcję liści na roślinie wyróżnia się: liścienie, liście dolne, liście listowia, liście przykwiatowe, pierwsze liście na pędach bocznych (profile), liście kwiatowe (u roślin zarodnikowych sporofile). Zjawisko zróżnicowania liści w obrębie jednej rośliny nazywane jest heterofilią (heteroblastią, różnolistnością), a opis tego zróżnicowania zwany jest spektrum liściowym.
- Liścienie (liście zarodkowe) – powstają w rozwijającym się zarodku u roślin nasiennych. Odżywiają młodą roślinę, bezpośrednio po skiełkowaniu. U niektórych gatunków pełnią także funkcje spichrzowe, gromadząc zapasy niezbędne dla rozwoju kiełkującej rośliny.
- Liście dolne (młodociane, katafile)[potrzebny przypis] – rozwijają się jako następne po liścieniach. Są zwykle proste i często ograniczone tylko do łuskowato rozwiniętej nasady liścia. W miarę rozwoju kolejne powstające liście stają się coraz bardziej podobne do liści formy dorosłej.
- Liście asymilacyjne (listowie, liście listowia, właściwe, trofofile) – w części górnej składają się z blaszki liściowej i ogonka, w części dolnej z nasady liścia, czasem dodatkowo pochwy liściowej i przylistków.
- Liście przykwiatowe (górne, hipsofile) – liście wyrastające tuż poniżej organów generatywnych. Przysadki wyrastają z węzła u podstawy kwiatu, podkwiatki na szypule kwiatu, z węzła u podstawy kwiatostanu wyrastają podsadki (zwane też u selerowatych pokrywami i pokrywkami). Zwykle zredukowane w celu zwiększenia ekspozycji i funkcji wabiącej kwiatów i kwiatostanów. Czasem przejmują funkcje wabiące. U astrowatych liście przykwiatowe skupione są w okrywę osłaniającą koszyczek.
- Liście kwiatowe (listki okwiatu) – silnie przekształcone liście stanowiące część organów generatywnych – kwiatów. U dwuliściennych tworzą działki kielicha i płatki korony, u jednoliściennych – niezróżnicowany okwiat. Także pręciki i słupki są przekształconymi liśćmi.
- Liście pąkowe (łuski pąkowe) – liście lub przylistki przekształcone w łuski pąkowe. Zwykle skórzaste, pokryte włoskami, żywicą lub inną lepką wydzieliną. Chronią zawiązki pędów, liści i kwiatów. Odpadają wiosną. Ich liczba i sposób ułożenia (zwykle podobny do ulistnienia pędu) są ważną cechą diagnostyczną przy oznaczaniu drzew i krzewów poza okresem wegetacyjnym[5].
- Liście zarodnionośne (sporofile) – liście paprotników zawierające zarodnie.

### Modyfikacje funkcjonalne liści
Liście jako organ fotosyntezujący

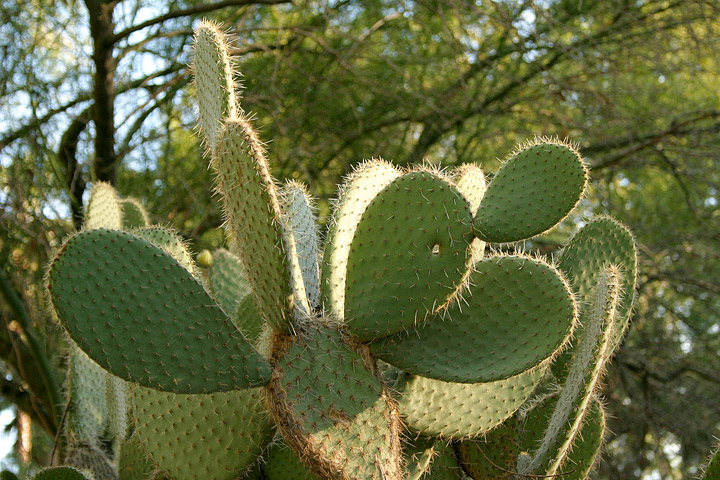
Spłaszczone łodygi opuncji Opuntia aciculata przejmują od liści funkcję asymilacyjną, te z kolei zamienione w ciernie chronią roślinę przed roślinożercami

Najczęściej spotykana i determinująca budowę liści funkcja związana jest z ich rolą w wykorzystywaniu energii świetlnej w procesie fotosyntezy. W tym celu liść pochłania energię świetlną, pobiera dwutlenek węgla i odprowadza asymilaty. Procesy te zachodzą w naświetlonych chloroplastach. Energia świetlna przekształcana jest w energię chemiczną gromadzoną w ATP w wyniku procesu fosforylacji fotosyntetycznej. W fazie jasnej fotosyntezy powstaje forma zredukowana NADPH wykorzystywana do syntezy cukrów w cyklu Calvina. Dwutlenek węgla wiązany jest zarówno w chloroplastach w cyklu Calvina, jak i w cytoplazmie w cyklu Hatcha-Slacka.
Zwiększenie efektywności pochłaniania światła zapewnia zwiększenie stosunku powierzchni do objętości liścia. Do przystosowań liści do funkcji asymilacyjnej należy także ich zdolność do wykonywania ruchów tropicznych – uzależnionych od kierunku działania bodźca, którym jest światło. Zdolność tę określa się mianem fototropizmu. Najczęściej liście ustawiają swoje blaszki liściowe prostopadle do padania światła co nazywane jest mianem diafototropizmu. U roślin kompasowych blaszka ustawia się bokiem do światła, tak by eksponować ją na stosunkowo słabe światło od wschodu i zachodu, chroniąc w ten sposób blaszkę przed bardzo intensywnym naświetleniem. Tego typu reakcję nazywa się plagiofototropizmem. Liście, układając się optymalnie w stosunku do kierunku padania światła tworzą tzw. mozaikę liściową (każdy liść ma zapewniony dostęp do światła). Zresztą już samo ułożenie liści na łodydze (filotaksja) ma też za zadanie uniknięcia wzajemnego zacieniania się.
U roślin, u których blaszka uległa redukcji lub pełni inną funkcję niż asymilacyjna, funkcję tę może przejąć spłaszczony ogonek liściowy, nazywany wówczas liściakiem (fyllodium). Funkcje asymilacyjne liści może czasem przejmować także łodyga. Łodygi takie są zwykle spłaszczone i nazywane platykladiami (np. opuncja), mogą też być ukształtowane na podobieństwo liści i wówczas nazywane są gałęziakami (fyllokladia).
Z procesem fotosyntezy wiąże się też konieczność pobierania dwutlenku węgla i odprowadzania asymilatów. Wymiana CO2 i pary wodnej odbywa się przez szparki. Z powodu różnej szybkości wymiany tych gazów (co wynika z różnic w prężności tych gazów między wnętrzem rośliny i atmosferą) rośliny wykształciły szereg przystosowań umożliwiających ograniczenie utraty wody (transpiracji) przy jednoczesnym zwiększaniu ilości pobieranego dwutlenku węgla. Przede wszystkim szparki lokalizowane są po dolnej stronie liścia, gdzie temperatura powietrza i jego konwekcja są mniejsze. Całokształt przystosowań zmniejszających transpirację nazywany jest mianem kseromorfizmu.
Liście kseromorficzne

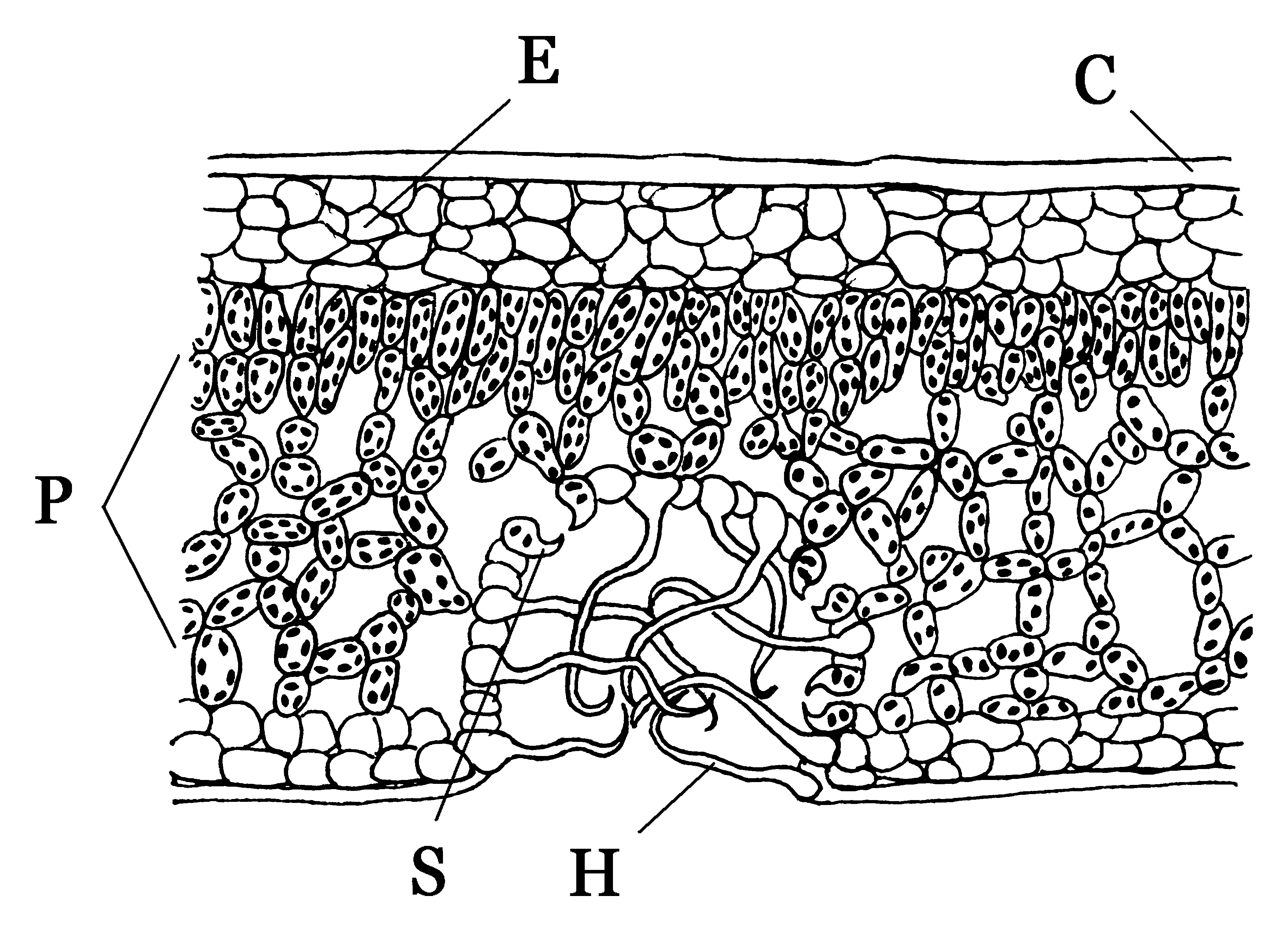
Przekrój liścia rośliny kseromorficznej: C – gruba kutykula, E – wielowarstwowa epiderma, H – włoski, P – miękisz palisadowy i gąbczasty, S – zagłębiony Aparat szparkowy

Liście przystosowane do zminimalizowania transpiracji wodnej są typowe dla kserofitów i innych roślin narażonych na szybką utratę wody. Najbardziej wyraźną cechą liści kseromorficznych jest zmniejszenie powierzchni liści w stosunku do ich objętości. Inne elementy budowy liści kseromorficznych wynikające z przystosowania do specyficznych warunków siedliskowych to: gruba warstwa kutykuli utrudniająca transpirację na powierzchni epidermy, pełniąca taką samą funkcję warstwa śluzu zasychająca w postaci błonki (np. u rezedy Reseda arabica) i często spotykane gęste owłosienie (np. u dziewanny Verbascum i kocanek Helichrysum). Inne przystosowania wiążą się z dodatkowym wspomaganiem regulowanej transpiracji szparek. W sytuacjach niedoboru wody u niektórych roślin dochodzi do zaczopowania szparki woskami lub żywicą. U kserofitów szparki często są dodatkowo zagłębione w powierzchni liścia, co zmniejsza transpirację, nie wpływając istotnie na wymianę gazową. W końcu cały liść ulega przekształceniom zapobiegającym utracie wody poprzez zwijanie, składanie blaszki liściowej lub wykształcanie liści o niewielkich rozmiarach. Liście zmniejszają także transpirację, chroniąc się przed nadmiernym nagrzaniem, co osiągają, zmieniając odpowiednio ustawienie względem światła słonecznego lub okrywając powierzchnię liścia substancjami nabłyszczającymi ją (gł. woskami), powodującymi odbijanie światła.

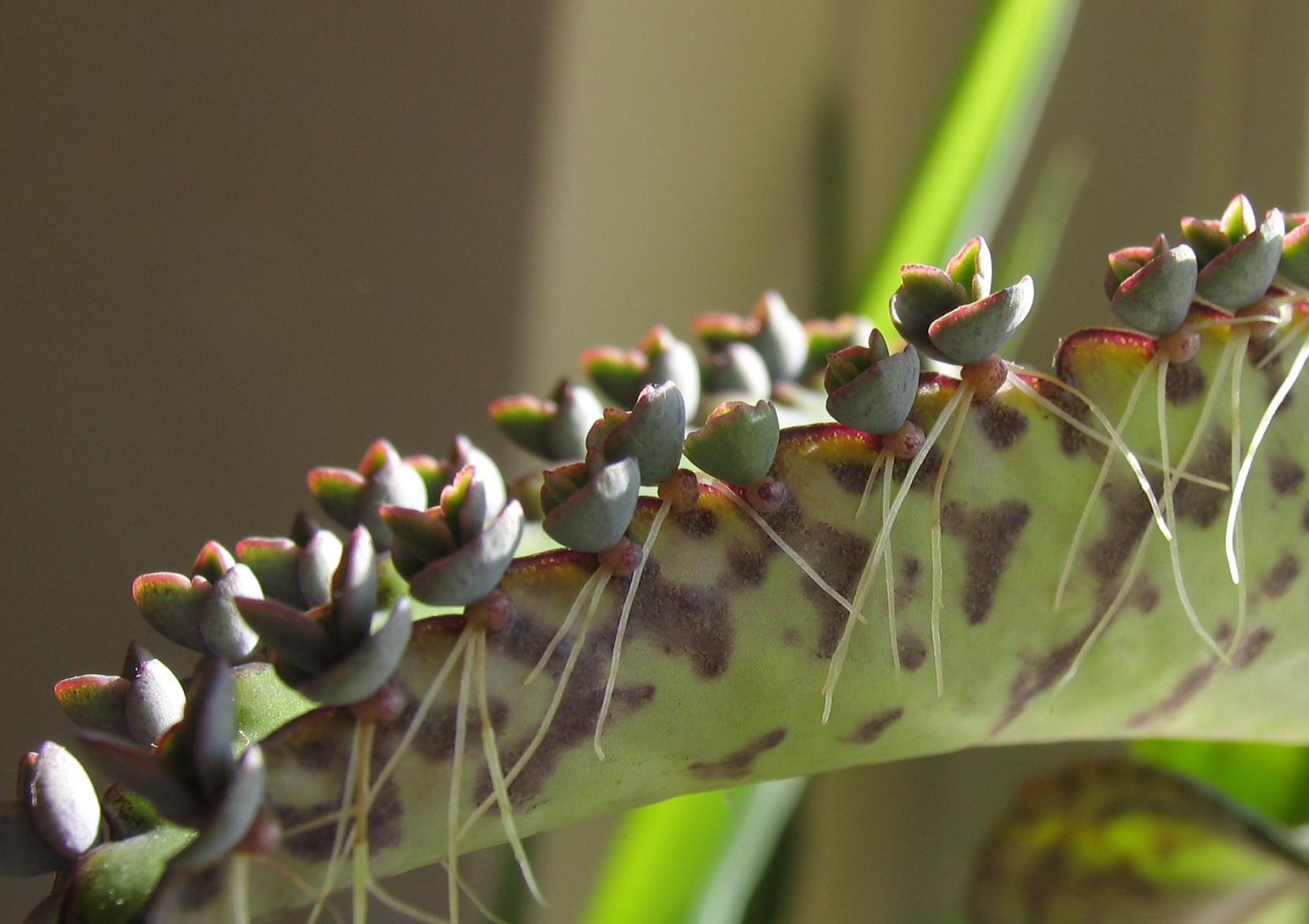
Rozmnóżki na krawędzi liścia płodnolistu

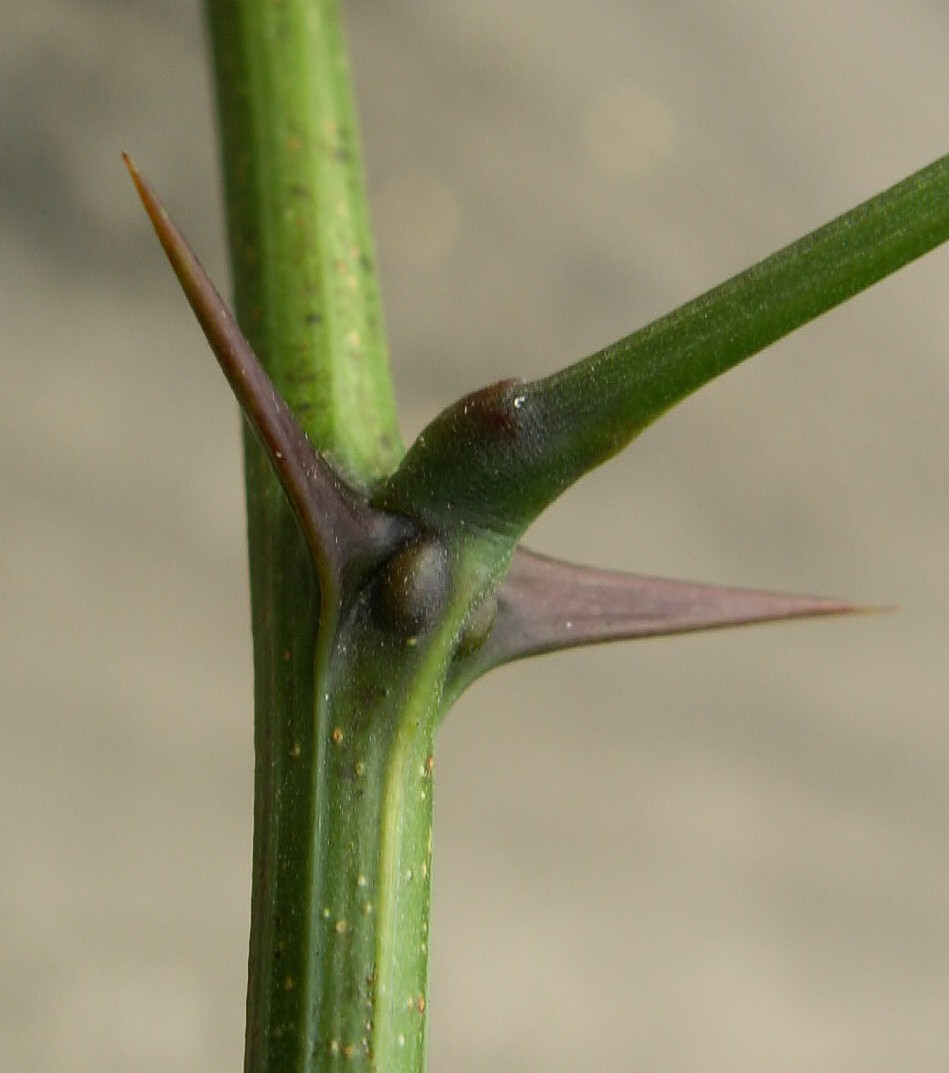
Przylistki wykształcone jako ciernie u robinii akacjowej

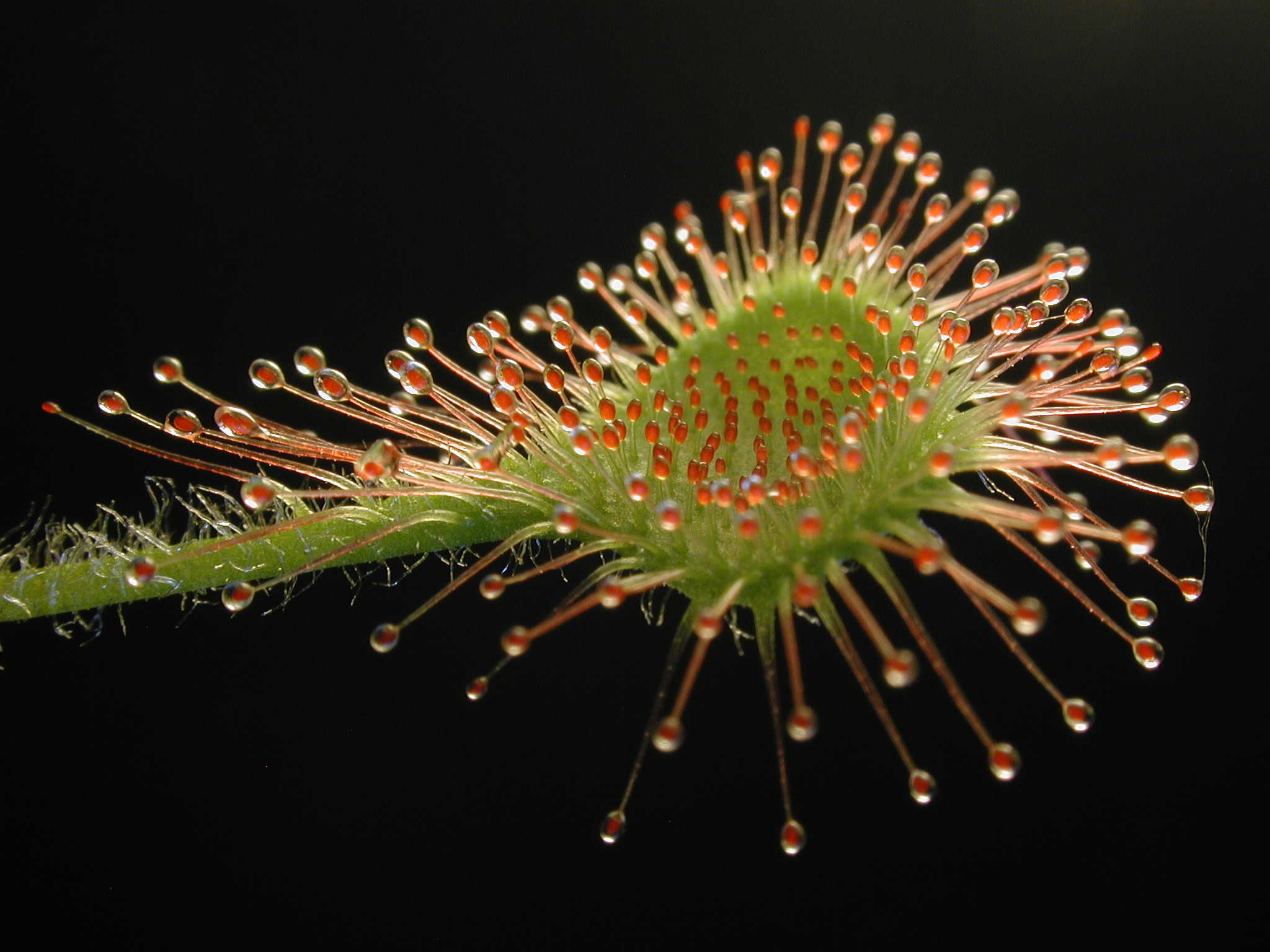
Liść pułapkowy rosiczki okrągłolistnej

Liście biorące udział w rozmnażaniu
Zmodyfikowane liście odgrywają kluczową rolę w rozmnażaniu generatywnym roślin, bowiem to właśnie one tworzą kwiat (listki okwiatu, pręciki i słupki). U niektórych gatunków (np. wilczomleczy, w szczególności u gwiazdy betlejemskiej) rolę powabni dla zwierząt zapylających pełnią liście przykwiatowe (twory takie nazywane są liśćmi wabiącymi). Także liście asymilacyjne mogą brać udział w rozmnażaniu, w ich wypadku zawsze wegetatywnym. Roślina u nas uprawiana jako doniczkowa – płodnolist (żyworódka) Bryophyllum tworzy na brzegu liścia łatwo odpadające rozmnóżki. U rzeżuchy Cardamine diasporą może stać się listek, który u nasady tworzy pączki i korzonki, po czym łatwo może odpaść od reszty liścia. W okresie wiosennym można nierzadko obserwować takie listki-diaspory rzeżuchy łąkowej pływające w rowach na łąkach. W rodzaju begonia (ukośnica) Begonia cały liść lub jego fragment może dać początek nowej roślinie.
Liście jako organ obronny
Liście roślin zagrożonych żerowaniem roślinożerców wykształcają często przystosowania chroniące roślinę przed zgryzaniem. Poza obroną chemiczną, skutecznym sposobem utrudnienia dostępu drobnym bezkręgowcom do miękkich tkanek jest pokrycie liścia gęstymi włoskami (częste zwłaszcza na młodych liściach) lub grubą warstwą kutykuli. Na krawędzi blaszki wykształcać się mogą kolce lub całe liście mogą ulegać przekształceniu w ciernie. Specyficzny mechanizm obronny wykształciła mimoza Mimosa. Po dotknięciu jej liści w ciągu 0,1 s podrażniony (dotknięty) odcinek liścia stula listki, a ogonek liściowy zwiesza się. Ruch ten (sejsmonastia) powodowany jest gwałtowną utratą turgoru w tzw. poduszeczkach stawowych znajdujących się u nasady wszystkich członów liścia. Przystosowanie to ma zrazić roślinożercę i zmniejszyć atrakcyjność rośliny jako źródła pożywienia.
Liście chwytające i trawiące pożywienie
Liście pułapkowe występują u roślin owadożernych i służą do chwytania i trawienia pokarmu zwierzęcego. W reakcji na bodziec mechaniczny włoski gruczołowate na liściu pułapkowym rosiczki naginają się ku źródłu podrażnienia (haptotropizm). Liście pułapkowe muchołówki Dionaea i aldrowandy Aldrovanda wykonują ruchy sejsmonastyczne umożliwiające schwytanie drobnych zwierząt. Ruchy te często są kombinacją haptotropizmu, haptonastii i chemonastii.
Liście stanowiące podporę
U niektórych pnączy liście pełnią ważną funkcję mechaniczną, umożliwiając wspinanie się po innych roślinach. Ogonki liściowe lub liście częściowo lub w całości przekształcone w wąs czepny owijają się wokół podpór, ułatwiając roślinie wyścig w dostępie do światła.
Liście spichrzowe
Najczęściej wyspecjalizowane liście spichrzowe gromadzą substancje zapasowe lub wodę (tak jest na przykład u cebuli i aloesu). Specyficzny spichlerz tworzą liście rośliny Dischidia rafflesiana – wyrastają one na kształt worków, w których mrówki tworzą swe gniazda. Zgromadzony z czasem w liściu detrytus odżywia roślinę, bowiem przez otwór na szczycie worka roślina wpuszcza do niego korzeń przybyszowy.

## Cykl życia liścia
Powstawanie

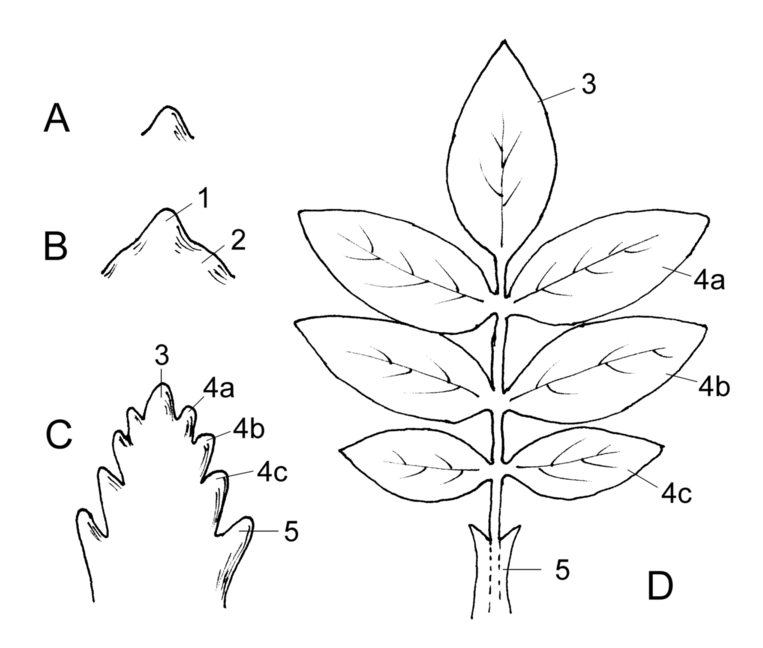
Rozwój liścia: A – zawiązek liścia, B – różnicowanie na górną (1) i dolną (2) część liścia, C – powstanie zawiązków poszczególnych części liścia: 3 – listek szczytowy, 4abc – listki boczne, 5 – ogonek z pochwą, D – liść dorosły

Liście (z wyjątkiem liścieni) powstają z zawartych w pąkach zawiązków tworzonych w merystemach wierzchołków wzrostu. W wierzchołkach tych merystemy inicjujące rozwój liści ułożone są przemiennie z merystemami inicjującymi rozwój międzywęźli i oddzielone są od siebie nieaktywną warstwą komórek. Zawiązki (primordium) pierwszych liści zwanych zarodkowymi powstają już w trakcie embriogenezy. Początkowo zawiązki różnicują się na część górną i dolną. Z tej pierwszej u liści bifacjalnych powstaje zwykle blaszka liściowa, często też ogonek, z drugiej zwykle tylko nasada liścia (ew. z przylistkami). W całości z dolnej części zawiązka powstają liście unifacjalne.
U roślin dwuliściennych, zielnych, jednorocznych zawiązki liściowe rosnącej rośliny powstają na skutek wybrzuszenia utworzonego przez komórki korpusu. Komórki te pokryte warstwą komórek tuniki stają się primordiami. Uwypuklenie promerystemu przybiera kształt palcowaty o symetrii promienistej. Podziały komórek trwają do osiągnięcia przez zawiązek długości 2–3 mm. Po ustaniu podziałów zawiązek liścia wydłuża się nadal co prowadzi do utworzenia głównej osi liścia nadal o kształcie palcowatym i przekroju owalnym lub okrągłym. W klejonym etapie rozwoju liścia dochodzi do podziałów komórek wzdłuż osi liścia i wykształcenia merystemu brzeżnego (marginalnego). Funkcjonowanie komórek marginalnych i submarginalnych merystemu brzeżnego prowadzi do wewnętrznego zróżnicowania zawiązka liściowego. Z komórek marginalnych powstaje epiderma górnej i dolnej strony liścia, a z komórek submarginalnych powstaje miękisz palisadowy, gąbczasty i wiązki przewodzące. Komórki warstwy epidermalnej przestają się dzielić jako pierwsze. Najdłużej dzielą się komórki z których wykształca się miękisz palisadowy. Różnice czasu dzielenia się komórek wytwarzających poszczególne tkanki prowadzą do powstania napięć mechanicznych, co skutkuje rozdzielaniem komórek, zwłaszcza miękiszu gąbczastego, i wytworzeniem rozległych przestrzeni międzykomórkowych tworzących system wymiany gazowej liścia. W kolejnym etapie ujawnia się działanie merystemu płytowego, którego komórki różnicują się w tkanki przewodzące. Proces ten przebiega akropetalnie, od podstawy liścia ku wierzchołkowi. U roślin dwuliściennych, drzewiastych, zrzucających liście na zimę zawiązki liści powstają latem w pączkach, a zaczynają się rozwijać wiosną kolejnego roku.
U traw liść rośnie w wyniku działalności merystemu interkalarnego umiejscowionego u jego nasady. U większości pozostałych roślin okrytonasiennych w liściu działają początkowo merystemy wierzchołkowe i brzeżne i dopiero po zakończeniu przez nie działalności następuje równoczesny wzrost powstałych poprzednio komórek. Wzrost liści w przeciwieństwie do łodygi jest ograniczony – ustaje po osiągnięciu właściwych dla danego gatunku rozmiarów i kształtu.
Życie
Liście żyją stosunkowo krótko w stosunku do całej rośliny. Starzenie się i ich opadanie jest elementem ontogenezy. U bylin liście żyją średnio kilka tygodni (szczególnie krótko – liście młodociane). U drzew liściastych zrzucających liście na zimę liście żyją przez kilka miesięcy. U krzewów zimozielonych długość życia liści wynosi od 1 do 3 lat. U drzew iglastych (sosny, świerka) liście utrzymują się przez 2 do 6 lat, u araukarii żyją do 15 lat. Najdłużej żyją liście welwiczji przedziwnej, nigdy nie zrzucane żyją wraz z całą rośliną ok. 1000 lat.
Zrzucanie liści na okres niesprzyjający uważa się za młodsze ewolucyjnie od posiadania liści wiecznie zielonych. Zrzucanie liści w porze suchej zaś za pierwotne w stosunku do zrzucania w porze zimnej. Sezonowa wymiana wszystkich liści najbardziej opłacalna jest w klimacie umiarkowanym, tj. tam, gdzie koszty utrzymania niefotosyntetyzujących liści przez zimę nie są rekompensowane podczas następnego okresu wegetacyjnego. W klimacie, gdzie przerwa w wegetacji jest bardzo krótka lub bardzo długa, opłacalne jest jej przeczekiwanie bez zrzucania liści. W wiecznie zielonych lasach deszczowych (równikowych lub nadmorskich) koszty przeczekiwania okresu spoczynkowego są rekompensowane w sezonie wegetacyjnym, podczas gdy w wiecznie zielonej odmianie tajgi, okres wegetacyjny jest zbyt krótki, by nowo powstałe liście zdążyły osiągnąć odpowiedni zysk energetyczny.
W obrębie jednej rośliny stosunkowo najdłużej żyją liście środkowe pod względem umieszczenia na pędzie. Na długość życia liści wpływ ma wiele czynników. Silny wzrost wegetatywny i zacienienie liści dolnych oraz wysoka temperatura przyśpieszają starzenie liści. Przedłużać życie liści można, usuwając inne, młode i silnie rosnące liście i aktywne pączki.
Starzenie

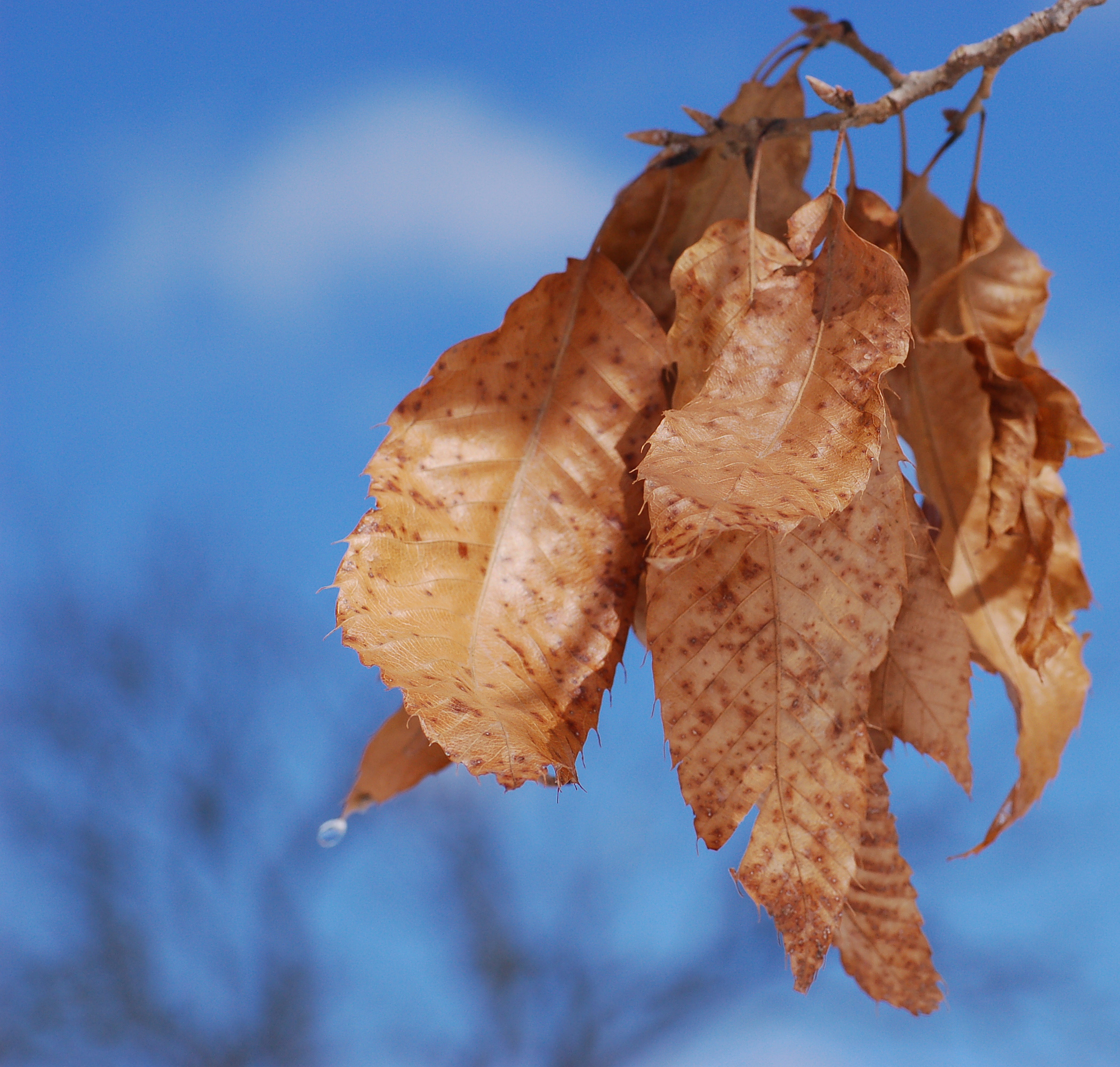
Starzejące się liście dębu japońskiego Quercus acutissima

Objawem postępującego procesu starzenia się jest spadek ilości chlorofilu w liściach i związany z tym spadek intensywności fotosyntezy, zmniejszenie zawartości azotu białkowego, RNA. W końcowym etapie następuje rozkład chlorofilu, hydroliza białek i węglowodanów. Barwniki (ksantofile, antocyjany, karoten) maskowane przez chlorofil w młodym liściu zachowują się w liściu dłużej, nadając mu specyficzną barwę. Innym objawom starzenia towarzyszy synteza i przemieszczanie enzymu celulaza, pełniącego kluczową rolę w ostatnim akcie życia liścia.
Opadanie liści
Oddzielenie liści następuje w efekcie rozpuszczenia kilku warstw komórek przez enzym celulaza. W miejscu oderwania się liścia powstaje na łodydze skorkowaciała blizna liściowa (ślad liściowy) z widocznymi przerwanymi wiązkami przewodzącymi.
Opadłe liście nie przestają pełnić ważnej roli dla rośliny. Podlegają bowiem rozkładowi przez bakterie i grzyby, stając się źródłem materii organicznej i pokarmów mineralnych dla roślin. Chronią one także przed mrozem korzenie i nasiona leżące na ziemi.

## Ewolucja

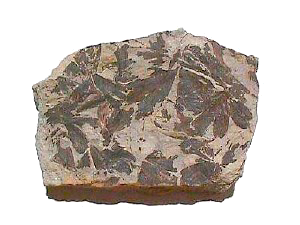
Skamieniałe liście miłorzębu z jury. Stanowisko: Scarborough, Yorkshire, Anglia

Liście roślin z dawnych epok zachowały się do dziś w postaci skamielin zwykle jako odciski, rzadko jako pozwalające poznać budowę anatomiczną odlewy.
Ze względu na sposób powstania i osiągniętą złożoność budowy wyróżnia się dwa podstawowe rodzaje liści: mikrofile i makrofile. Mikrofile mogły zgodnie z tzw. teorią enacyjnego pochodzenia liścia powstać w formie bocznych wyrostków łodygi, jako uwypuklenia kory, do których później wniknęły odgałęzienia wiązek przewodzących łodygi. Makrofile zgodnie z teorią telomową powstały w toku ewolucji z przekształcenia telomów – końcowych odgałęzień widlasto rozgałęzionego, bezlistnego pędu, występujących między innymi u kopalnych ryniofitów (Rhyniophytina).
- Mikrofile mają kształt łuskowaty i zwykle niewielką powierzchnię. Miękisz jest wcale (np. u psylofitów) lub słabo zróżnicowany, może zawierać pasma tkanki przewodzącej (np. u widłaków). Pierwsze mikrofile znane są ze skamielin przedstawicieli rzędu Protolepidodendrales z dewonu wczesnego. U kopalnych lepidofitów osiągały nawet do 1 m długości i miały trawiasty pokrój. Do naszych czasów zachowały się u współczesnych przedstawicieli mszaków i widłaków (nie jest pewne czy „listki” widłaków są mikrofilami, czy też wyrostkami łodygi zaopatrywanymi przez wyrosty protosteli[2]. Za tą drugą hipotezą przemawia brak luk liściowych w walcu osiowym).
- Makrofile występują u większości roślin naczyniowych i zawierają rozbudowany system przewodzący. Pierwsze makrofile znane są u przodków paprotników ze środkowego dewonu. Współcześnie występują u wszystkich przedstawicieli paprotników oraz roślin nasiennych (choć bywają wtórnie silnie zredukowane).

## Zastosowanie

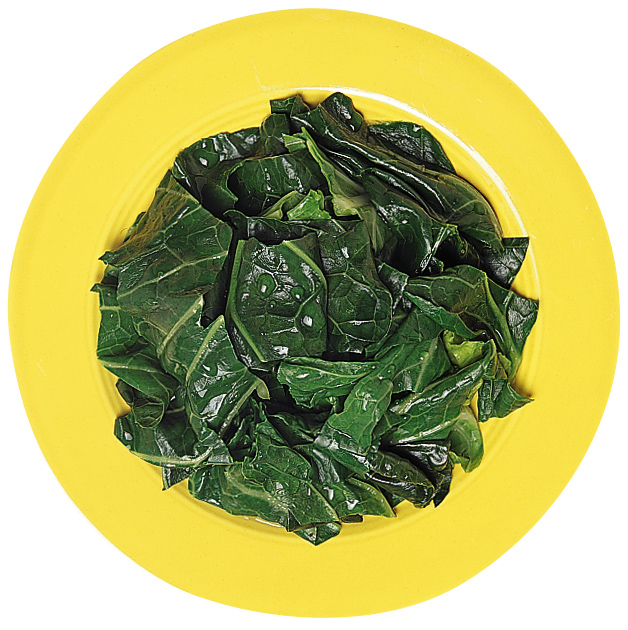
Liście szpinaku

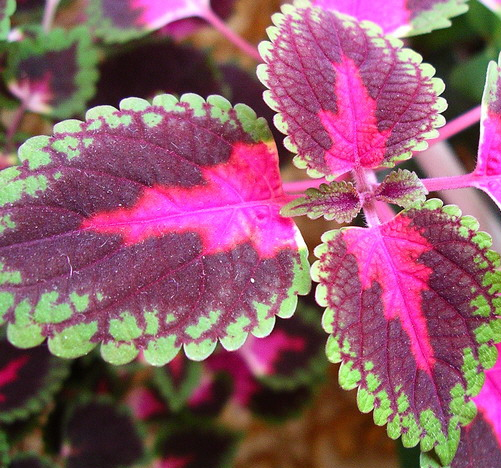
Barwne liście ozdobnej odmiany koleusa

- Warzywa liściowe: np. burak liściowy, boćwina Beta vulgaris var. cicla, burak ćwikłowy, botwina Beta vulgaris var. esculenta, cykoria sałatowa Cichorium intybus var. foliosum, cykoria endywia Cichorium endivia, pietruszka naciowa Petroselinum hortense ssp. macrocarpum, portulaka warzywna Portulaca oleracea, roszponka warzywna Valerianella locusta, pieprzyca siewna, rzeżucha ogrodowa Lepidium sativum, rukiew wodna Nasturcium officinale, sałata siewna Lactuca sativa, seler naciowy Apium graveolens var. dulce, szpinak warzywny Spinacia oleracea, szpinak nowozelandzki, trętwian czterorożny Tetragonia expansa, rukola, rokietta siewna Eruca sativa, mniszek lekarski Taraxacum officinale. W przypadku osobno klasyfikowanych warzyw kapustnych i cebulowych, także organem konsumpcyjnym są liście. Jada się również liście szczawiu zwyczajnego Rumex acetosa oraz ogonki liściowe rabarbaru ogrodowego Rheum rhaponticum.
- Przyprawy: np. wawrzyn szlachetny Laurus nobilis (tzw. liście laurowe), bazylia pospolita Ocimium basilicum, koper ogrodowy Anethum graveolens, lebiodka majeranek Origanum majorana, melisa lekarska Melissa officinalis, mięta pieprzowa Mentha piperita, rozmaryn lekarski Rosmarinus officinalis, tymianek pospolity Thymus vulgaris.
- Ziołolecznictwo: liście wielu roślin leczniczych stanowią ważny surowiec zielarski oznaczany łacińskim słowem Folium. Przykładem są liście brzozy (Folium Betulae), liście oliwne, pokrzywy, melisy, senesu. Liście są też istotnym składnikiem surowca jeśli zbierane są całe zioła (Herba).
- Używki: np. tytoń, betel (z liści pieprzu żuwnego zwanego też betelowym), koka – krasnodrzew pospolity (Erythroxylum coca), herbata.
- Włókiennictwo: z liści agawy sizalowej wytwarzane są włókna zwane sizalem[13].
- Pasza: liście roślin pastewnych stanowią wartościową paszę zarówno w formie świeżej, jak i przetworzonej (kiszonka, siano).
- Rośliny ozdobne: o walorach wielu z nich decydują właśnie liście. Może to wiązać się z oryginalnym kształtem liści np. u roślin owadożernych, u sukulentów liściowych takich jak np. starzec Rowleya, u drzew o oryginalnych liściach z natury jak np. u tulipanowca lub uzyskanych u odmian ozdobnych mających liście silnie postrzępione. Innym powodem atrakcyjności niektórych roślin jest oryginalne ubarwienie liści (odmiany o liściach odmiennie zabarwionych niż u typu, pstrolistne) oraz efektowne przebarwianie się ich jesienią.

## Liść jako siedlisko dla innych organizmów

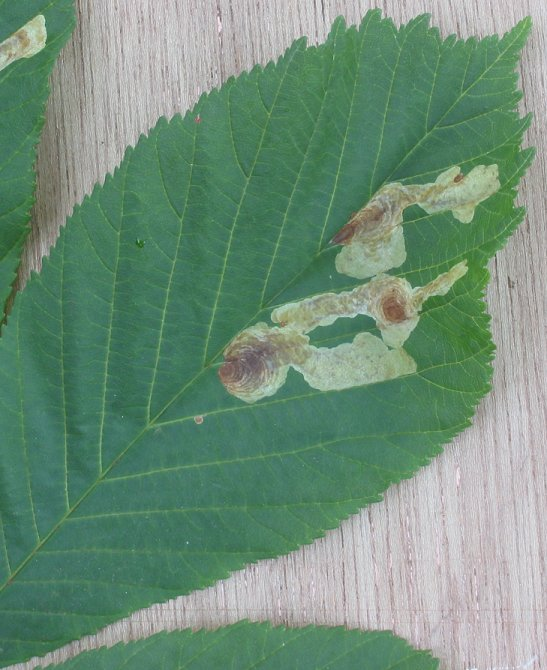
Miny szrotówka kasztanowcowiaczka na liściu kasztanowca białego

Liście roślin stanowią nie tylko część organizmu roślinnego, ale także szczególne siedlisko dla zwykle wyspecjalizowanych innych organizmów, zwłaszcza grzybów, bezkręgowców, rzadziej innych roślin.
Wielka biomasa jaką w środowisku stanowi listowie, stanowi ważne źródło pożywienia dla roślinożerców. Dla wielu drobnych zwierząt lub ich faz rozwojowych liście są nie tylko pokarmem, ale także środowiskiem życia. Larwy owadów minujących i galasówkowatych żyją w liściach, modyfikując je w celu utworzenia miejsca schronienia poprzez wytwarzanie galasów lub tzw. min – wygryzionych, pustych przestrzeni w obrębie blaszki liściowej.
Wiele zwierząt wykorzystuje liście do stworzenia miejsca schronienia sobie lub swemu potomstwu. Przykładami są wspomniane wyżej mrówki budujące w zmodyfikowanych liściach mrowiska oraz traszki i owady z rodzin tutkarzowatych i zwójkowatych składające jaja do specjalnie zwiniętych liści.
Grzyby i rośliny (głównie mszaki) rosnące na liściach nazywane są epifilami. Występują one głównie w tropikalnych lasach deszczowych. Występującym u nas przykładem epifila jest czerniak klonowy występujący na liściach klonu pospolitego.

## Ciekawostki
- Największe liście na świecie mają palmy rafie (Raphia farinifera z wysp archipelagu Maskarenów na Oceanie Indyjskim i Raphia taedigera z południowej Ameryki i Afryki). Ich pierzasto podzielone liście osiągają niemal 20 metrów długości. Największe liście o blaszce niepodzielonej ma wśród roślin lądowych alokazja Alocasia robusta ze stanu Sarawak w Malezji, które mogą osiągnąć 9–11 m wysokości i 3–4 m szerokości[14][15]. Dużą powierzchnię osiągają także liście wiktorii królewskiej Victoria amazonica. Jej pływające liście przekraczają 3 metry średnicy i mogą unieść na swojej powierzchni ciężar człowieka[16].
- Powierzchnia wszystkich liści na 100-letnim buku (25 m wysokości, korona zacieniająca 150 m²) wynosi ok. 1200 m². Powierzchnia chloroplastów stanowi ok. 18000 m², co oznacza, że powierzchnia pochłaniająca światło jest 120 razy większa od zajmowanej przez roślinę[17]. Z kolei na 1 ha lucerny powierzchnia liści osiąga 80-90 ha[18].

## Symbolika

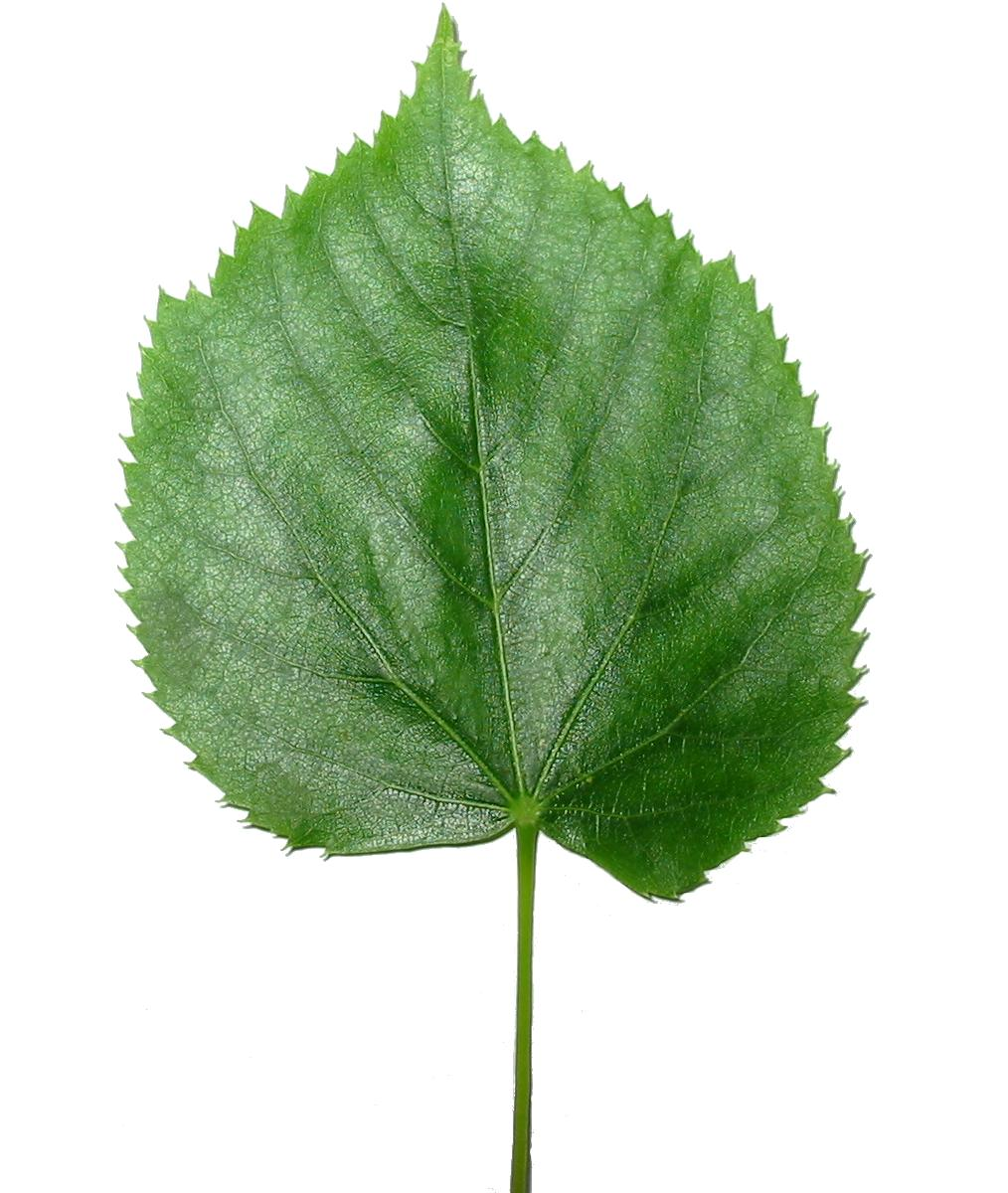
Liść lipy – symbol słowiański

Rodło z liściem lipowym – odznaka młodzieży polskiej w Niemczech

- W powszechnej tradycji liście symbolizują nietrwałość i kruchość (np. życia), przemijanie (np. świata i życia ludzkiego).
- Liść lipy jest powszechnym symbolem Słowian. Zawierają je znaki organizacji słowiańskich:
  - wchodzi w skład Rodła z liściem lipowym – przedwojennej odznaki młodzieży polskiej w Niemczech,
  - potrójny liść lipy jest logiem serbołużyckiej organizacji Domowina.
- Czerwony liść klonu widnieje na fladze Kanady[19].
- Symbol zielonego liścia klonu naklejali na samochodach w latach 70. XX wieku niedoświadczeni kierowcy, by poinformować innych o swoim małym doświadczeniu za kierownicą.
- Liść konopi indyjskich jest symbolem marihuany.
- Liść koniczyny w symbolice chrześcijańskiej symbolizuje Trójcę Świętą.
- Liść dębu jest utożsamiany z siłą tożsamą temu drzewu, tudzież z męstwem i dzielnością. Jest stałym elementem symboliki herbów, odznaczeń, monet.
- Liść bluszczu (wianek na głowie panny młodej) jest symbolem trwałości małżeństwa.
- Nagroda „Zielonego Liścia” jest wyróżnieniem przyznawanym przez Fundację Zielone Płuca Polski osobom, które przyczyniły się do promowania, rozwoju i realizacji programu ekorozwoju na obszarze Zielone Płuca Polski.
- „Zielony Liść” – Fundacja na Rzecz Ofiar Wypadków Komunikacyjnych i Bezpieczeństwa w Ruchu Drogowym
- Ogólnopolski Konkurs Poetycki O Liść Konwalii im. Zbigniewa Herberta.

## Heraldyka
W heraldyce młode zielone liście symbolizowały zazwyczaj odrodzenie starego rodu szlacheckiego lub powstanie nowej jego gałęzi. Motyw liścia w heraldyce polskiej spotykamy m.in. w następujących herbach szlacheckich: Bernowicz (listki róży), Dąb (liść dębu), Genderych, Linda (liście lipy), Luziński, Lubocki.